# Ознаке географског порекла (Србија)
Ознаке географског порекла су заједнички назив за две врсте знакова разликовања: имена порекла и географске ознаке, које се у Србији додељују, према називу одређеног места, региона или, у ређим случајевима, земље, којим се обележава одређени пољопривредни, прехрамбени или други сличан производ. Ознака географског порекла најчешће су, значајно маркетиншко средство које овлашћеном кориснику гарантује предност у односу на конкуренцију на тржишту, пошто гарантује контролисан и посебан квалитет производа и његово порекло.
Трајање регистрованог имена порекла, односно регистроване географске ознаке није ограничено, али је ограничен статус овлашћеног корисника ознаке географског порекла на три године од дана уписа признатог статуса у Регистар овлашћених корисника ознаке географског порекла уз могућност продужења неограничен број пута, све док траје ознака географског порекла.

## Развој географских ознака порекла
На глобалном нивоу
Географске ознаке порекла су постале предмет индустријске својине 1883. године, када су по први пут на међународном нивоу, прокламоване у Париској конвенцијом о заштити индустријске својине и касније, Мадридским споразумом о сузбијању лажних и преварних ознака порекла на производима (1891). Потом је следило више ревизија Париског споразума (1911. у Вашингтону, 1925. у Хагу, 1934. у Лондону и 1958. у Лисабону).
Србија
У Србији овај појам се први пут помиње 1928. године, када је Краљевина Југославија приликом закључења Уговора о трговини и пловидби са Чехословачком и 1929. године и са Француском, преузете су обавезу узајамне заштите ознака и имена порекла производа.
Након Другог светско рата географске ознаке порекла разматране су тек 1958. године у оквиру Лисабонског аранжмана о међународном регистровању и заштити имена порекла производа.
Географске ознаке порекла су први пут правно регулисане у оквиру Закона о заштити проналазака, техничких унапређења и знакова разликовања 1981. и 1990. и 1995. године. У складу са овим законима 1993. године је заштићена ознака порекла аутохтоног Кривовирског качкаваља, док су заштиту ознаке порекла остварила три позната бела сира из источне Србије: Хомољски крављи, Хомољски овчији и Хомољски козји сир.

## Производи који се обележавају
Ознакама географског порекла означавају се:
- природни производи — вода, камен, итд.,
- пољопривредни производи — купус, бели лук, малина, итд.,
- прехрамбени производи — сир, кулен, кобасица, препеченица, кајмак, итд.,
- индустријски производи — пиво и сл.,
- производи домаће радиности — ћилим, вез, итд.
- услуге — чигота и сл).

Највећи број производа у Србији обележен ознакама географског порекла су пољопривредни и прехрамбени производи.

## Име порекла
Да би одређени производ могао да буде означен именом порекла, потребно је да:
- постоји јасна веза између његових особина и његовог географског порекла.
- су особине датог производа, искључиво или битно условљене његовим географским пореклом,
- се све његове производне фазе – припрема, прерада и производња - одвијају на датом географском подручју.

## Географска ознака
Географском ознаком се обележава роба пореклом са територије одређене земље, региона или локалитета, где се одређени квалитет, репутација или друге карактеристике робе суштински могу приписати њеном географском пореклу. Да би одређен производ могла да буде обележена географском ознаком потребно једа испуни следеће услове.
- Да потиче са одређеног подручја Србије
- Да се квалитет, репутација и/или друге карактеристике производа приписују његовом географском пореклу.
- Да најмање једна фаза у производном процесу мора да се одвија на том географском подручју.

### Ограничења у географским ознакама
Као ознаке географског порекла не могу да се користити:
- Термини који су дуготрајном употребом у промету постали синоними за одређену врсту производа, јер су географски називи престали да буду географски називи и постали називи самог производа.[б]
- називи биљних сорти или животињских врста, чијом би заштитом настала забуна у погледу стварног географског порекла одређеног производа.
- речи које су назив земље, региона или локалитета са кога производ потиче, ако код потрошача изазивају лажну представу да производ потиче из друге земље, региона или локалитета.
- речи које су истоветне или битно сличне раније регистрованом жигу, уколико с обзиром на репутацију, познатост и дужину употребе тог жига постоји могућност настанка забуне потрошача у погледу произвођачког порекла производа.

## Права и обавезе корисника имена порекла
Права
- Овлашћени корисници имена порекла имају право да име порекла користе за обележавање производа на који се име порекла односи.
- Овлашћени корисници имена порекла имају право да име порекла и „контролисано име порекла“ употребљавају на амбалажи, каталозима, проспектима, огласима, постерима и другим облицима понуде, упутствима, рачунима и другим облицима пословне комуникације и писаног материјала.

Обавезе
- Обавезе овлашћеног корисника имена порекла је поред прописаног обележавања производа и обезбеђивање уједначеног и контролисаног квалитета.
- Обавезе овлашћеног корисника имена порекла је да статус овлашћеног корисника имена може де користи само у трајању како је то регулисано у Закону о ознакама географског порекла.

## Примери ознаке географског порекла у Србији[7]

### 2007. година
|    | Име порекла-пријава     | Географска ознака пријава          | Статус овлашћеног корисника-пријава                       | Регистровано име порекла                           |
| -- | ----------------------- | ---------------------------------- | --------------------------------------------------------- | -------------------------------------------------- |
| 1. | "Сврљишки качкаваљ"     | "Хомољски мед" ПК "Златибор"       | АД Златибор за све млечне производе Млекаре Златибор      | "Петровска клобаса" (Петровачка кобасица)          |
| 2. | "Ваљевски дуван чварци" | "Фекетићка вишњевача Међтарђи"     | Пчеларска задруга Хомоље мед "Хомољски мед"               | "Ваљевски дуван чварци"                            |
| 3. | "Бермет"                | "Фекетићка вишња" ЗЗ Зеленика плус | "Златарски сир"                                           | "Лесковачко роштиљ месо за пљескавице и ћевапчиће" |
| 4. | "Златарски сир"         |                                    | Лима-пласт - Пирот "Пиротски ћилим"                       | "Бермет"                                           |
| 5. | "Карловачки ризлинг"    |                                    | Виноградарска задруга произвођача са фрушке горе "Бермет" |                                                    |
| 6. | "Футошки кисели купус"  |                                    |                                                           |                                                    |

### 2008. година
|    | Име порекла-пријава | Статус овлашћеног корисника-пријава                  | Регистровано име порекла       |
| -- | ------------------- | ---------------------------------------------------- | ------------------------------ |
| 1. | "Сврљишки сир"      | Поглед сир продукт, ДОО "Сврљишки качкаваљ"          | "Сврљишки качкаваљ"            |
| 2. | Ужички кајмак"      | Млекара Петровић, доо–Бољевац "Кривовирски качкаваљ" | "Карловачки ризлинг"           |
| 3. | "Златарски сир"     | Лима-пласт - Пирот "Пиротски ћилим"                  | "Футошки свежи и кисели купус" |
| 4. | "Сомборски сир"     | Навип Фрушкогорац, доо "Карловачки ризлинг"          | "Хомољски мед"                 |
| 5. | "Хомољски мед"      |                                                      |                                |
| 6. | Власински мед       |                                                      |                                |
| 7. | "Ариљска малина"    |                                                      |                                |
| 8. | "Сврљишки белмуж"   |                                                      |                                |

### 2009. година
|    | Име порекла-пријава       | Статус овлашћеног корисника-пријава                    | Регистровано име порекла | Статус овлашћеног корисника                            |
| -- | ------------------------- | ------------------------------------------------------ | ------------------------ | ------------------------------------------------------ |
| 1. | "Старопланински качкаваљ" | Пчеларска задруга Хомоље мед - Жагубица "Хомољски мед" | "Ариљска малина"         | Пчеларска задруга Хомоље мед - Жагубица "Хомољски мед" |
| 2. | "Лесковачки ајвар"        |                                                        |                          |                                                        |

### 2010. година
|    | Географска ознака –пријава | Име порекла-пријава       | Статус овлашћеног корисника-пријава | Регистрована географска ознака | Регистровано име порекла  | Статус овлашћеног корисника |
| -- | -------------------------- | ------------------------- | ----------------------------------- | ------------------------------ | ------------------------- | --- |
| 1. | "Безданси дамаст"          | "Пиротски качкаваљ "      | "Футошки свежи и кисели купус"      | "Бездански дамаст”             | "Сврљиши белмуж"          | Општа земљорадничка задруга АЕЦКОП - Сврљиг "Сврљишки белмуж"                                                                                    |
| 2. | "Сремска луканика"         | "Фрушко горски липов мед" | "Сврљишки белмуж"                   |                                | "Старопланински качкаваљ" | Удружење произвођача и прерађивача Футошког купуса - Футошки купус; Пољопривредно газдинство Радивој Ћулум – Футог "Футошки свежи и кисели купус |
| 3. |                            |                           | "Сврљишки белмуж"                   |                                |                           | Општа земљорадничка задруга АЕЦКОП - Сврљиг "Сврљишки качкаваљ"                                                                                  |
| 4. |                            |                           | "Пиротски ћилим"                    |                                |                           | Занатска задруга “Дамско срце" - Пирот "Пиротски ћилим"                                                                                          |

## Напомена
1. ↑  На пример, „Лесковачки домаћи ајвар”. Производ је ајвар, а „име његовог порекла” је „Лесковачки домаћи ајвар”.
2. ↑  На пример назив „Камамбер“ за сиреве који је постао уобичајен за означавање било ког сира који има укус „Камамбера“.